# Ayşegül Acevit
Ayşegül Acevit (Turquía, 1968) es una escritora turco-alemana. 
La familia de Acevit proviene de las costas turcas del Mar Negro y creció en Ruhr y actualmente vive en Colonia. Acevit estudió ciencias sociales y trabajó para Adolf-Grimme-Institut, Westdeutschen Rundfunk y Zweiten Deutschen Fernsehen.
Publicó historias de la vida turcoalemana en Was lebst Du? en 2005 y su segundo libro, Zu Hause in Almanya (2008), también trata de la vida de los inmigrantes turcos en Alemania.